# Spopadi na severovzhodni ukrajinsko-ruski državni meji (2022)
Spopadi na severovzhodni ukrajinsko-ruski meji so vrsta obmejnih spopadov vzdolž nekaterih odsekov rusko-ukrajinske meje, kot je Šostka v Sumijski oblasti, med rusko invazijo na Ukrajino leta 2022. Začeli so se 6. aprila 2022, ko so ukrajinski vojaki po vsej regiji obstreljevali Kursko oblast z minometi in večcevnimi izstrelki raket.

## Ozadje
Do 4. aprila so ruske sile zapustile in se umaknile iz Sumijske oblasti kot del širšega neuspeha ruske kijevske ofenzive, vendar se je obstreljevanje čez mejo še vedno nadaljevalo.

## Incidenti
Guverner Kurske oblasti je sporočil, da so ukrajinske sile 6. aprila bombardirale mejno postajo v okrožju Sudžanski. 9. aprila je bilo objavljeno, da je bila obstreljevana tudi mejna postojanka Jelizavetovka.
Po navedbah ukrajinskih uradnikov so ruske sile obstreljevale rusko-ukrajinsko mejo in pri tem močno poškodovale 2 vasi. Iz ruskega naselja Gorodišče so izstrelili več kot 30 minometnih izstrelkov.
Ruske sile so 8. maja z raketometalci začele obstreljevati okrožje Šostka. Ruske sile so uničile tudi judovsko pokopališče.
12. maja je bil zaradi obstreljevanja ubit civilist. 
13. maja je Rusija obstreljevala obmejno vas v okrožju Šostka z nevodenimi raketami.
Med obstreljevanjem so ruske sile premagale nekaj pripadnikov ukrajinske obmejne straže in 16. maja vstopile v okrožje Šostka.  Boji so se nadaljevali do 17. maja, ko so bili končno pregnani.
21. maja je 6 ruskih zračnih in topniških napadov zadelo obmejno naselje Kučerivka.
Ruska vojaška letala so 24. maja zadela dve vasi v Šostki.
28. maja so ruska vojaška letala ciljala na ukrajinsko mejo, mejo so začeli obstreljevati tudi z minometi iz ruske vasi Trojebortnoje.
Ruske sile so 30. maja uporabile flešete na mejnih vaseh v okrožju Šostka. Flešete so bile uporabljene za predhodno ubijanje civilistov v Buči med bitko pri Buči na začetku vojne. Ruske sile so celo noč obstreljevale vasi. Po poročanju Kyiv Independenta so ruske sile več kot 20-krat obstreljevale mejo iz ruske vasi Zjornovo.
4. junija so ruska letala uničila obmejni kraj s 6 raketami iz Mikolajevke. Tri ure kasneje so eksplozije odjeknile v rajonu Velika Pisarivka v Sumijski oblasti. Poročali so tudi o obstreljevanju rajona Novgorod-Siverski v Černigovski oblasti.
8. junija so ruske sile uničile zgradbo ukrajinske mejne kontrole z ruske mejne kontrolne točke Trojebortnoje.
Ruske sile so 10. junija streljale 7-krat. Iz Zjornega in Stračevega v Brjanski oblasti so streljali minometi in več kosov topništva. V Sumijski in Černigovski regiji so bile uničene okoli štiri vasi. 
Ruske sile so 19. junija streljale z minometi na mesto Seredina-Buda v Sumijski oblasti. Nastal je velik požar, prebivalci so morali evakuirati mesto.
Ruske sile so 25. junija iz Belorusije izstrelile okrog 20 raket rakete na mesto Desna v Černigovski oblasti.
27. junija je guverner Dmitro Žitski izjavil, da so Rusi napadli občini Krasnopilija in Bilopilija, pri čemer je bila ranjena ena oseba.
Ruske sile so 3. julija s topništvom in minometi trikrat streljale na Sumijsko oblast. Ruske sile so streljale na Šalihine v rajonu Šostka in jih 12 zadele. Ruske enote so nato streljale na Esman. Kasneje istega dne je bilo na Šalihine ponovno izstreljenih 14 minometnih projektilov.
Ruske čete so 5. julija izvedle raketni napad na mesto Šostka, v katerem so bila uničena zasebna podjetja in poškodovanih okoli 24 stanovanjskih zgradb.